# برج طرابلس
برج طرابلس («برج الفاتح» سابقًا)، هو برج يعد بين الأعلى في ليبيا، وتقع في وسط العاصمة الليبية طرابلس، وهي مركز سوق تجاري ومقر للإستثمارات والعقارات إضافة لبعض السفارات، يبلغ ارتفاعه 103.61 مترًا وبه 25 طابقًا. تم افتتاحه سنة 2003. سُمي برج الفاتح نسبة لسيطرة لما كانت تعرف بثورة الفاتح من سبتمبر وتم بنائه من قبل شركة الاتحاد العربي.

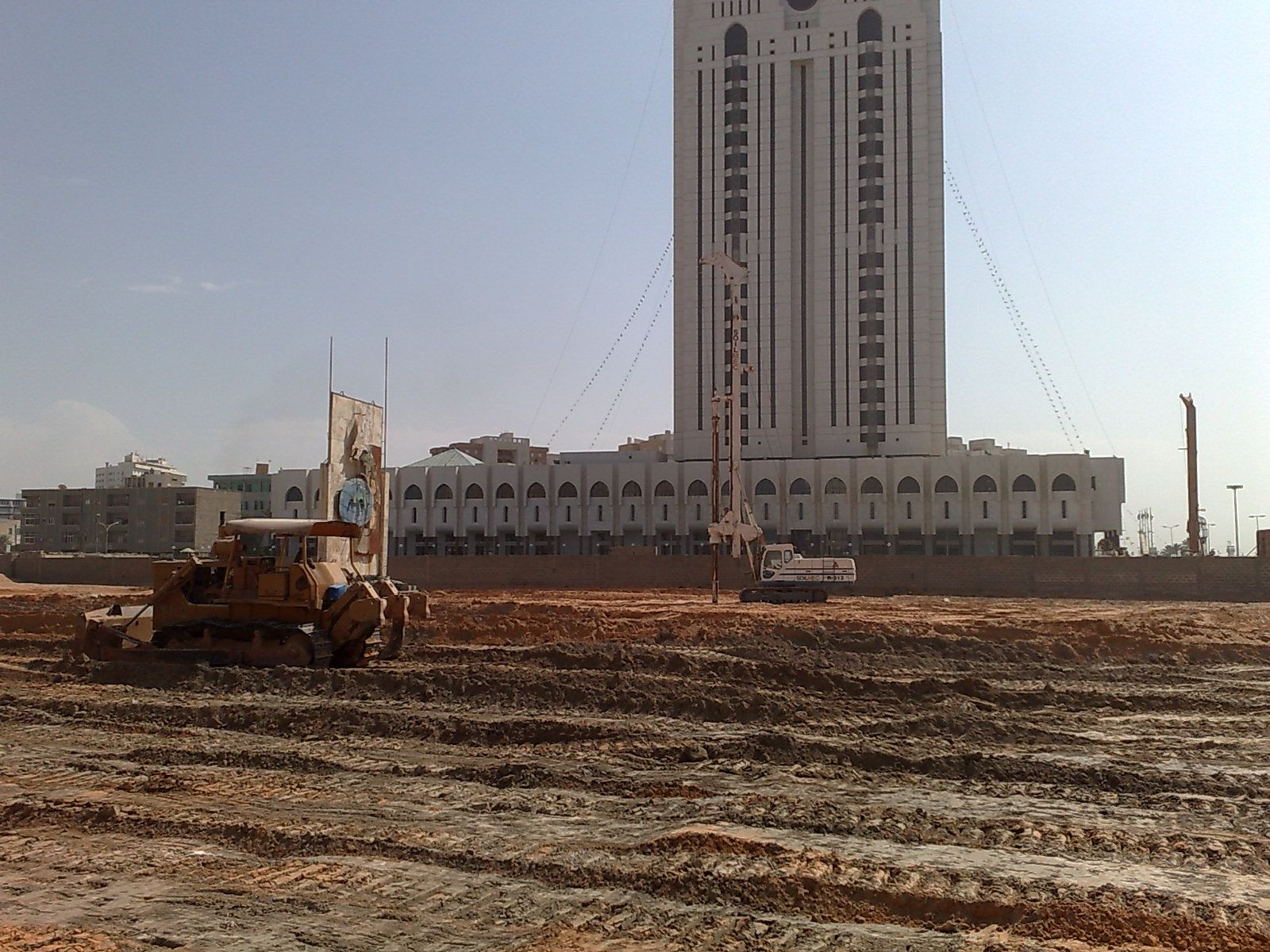
صور بناء برج جديد لبرج طرابلس 2007

## وصلات خارجية
- Al Fateh Tower في صفحة إمبوريس.